# Franciscus Donders
Franciscus Cornelis Donders (Tilburg, 27 maggio 1818 – Utrecht, 24 marzo 1889) è stato un fisiologo e oculista olandese.
Introdusse il cosiddetto metodo sottrattivo per il calcolo dei tempi di reazione.

## Biografia
Franz Cornelis Donders nacque a Tilburg, nei Paesi Bassi, nel 1818. Suo padre morì l'anno dopo, lasciando sua madre ad occuparsi di Franz e delle sue otto sorelle in condizioni di estrema povertà, cosicché all'età di soli undici anni, per mantenersi, Donders faceva l'assistente nella sua scuola. Studiò medicina ad Utrecht e si laureò a Leiden nel 1840, adempì il servizio militare e poi tornò ad Utrecht. Era ancora molto giovane quando fu nominato supplente nella Facoltà di Medicina dove tenne lezioni di biologia, fisiologia e oftalmologia.
Nel 1851 a Londra, durante una visita al Great Exhibition, incontrò William Bowman e Albrecht von Graefe. In questa occasione decise di dedicarsi completamente all'oftalmologia. L'anno dopo diventò professore ordinario di oftalmologia all'università di Utrecht e nel 1858 fondò un ospedale oftalmico che successivamente, nel 1888, fu denominato Fondazione Donders. Nel 1866 fondò il suo laboratorio di fisiologia. Fu presidente della Accademia Reale Olandese delle Scienze e di due congressi internazionali di Oftalmologia, fu inoltre membro straniero della Royal Society di Londra. Dopo una vita di continui successi accademici e di riconoscimenti morì nel 1889.
Effettuò molte ricerche sull'oftalmologia, campo nel quale acquisì una solida reputazione. Era considerato, all'epoca, un'autorità di livello internazionale sulle malattie degli occhi. Inoltre, svolse un lavoro pionieristico sulla temperatura degli organismi animali (termoregolazione). 
Donders fu anche il primo a spiegare con le differenze tra i tempi di reazione degli umani le differenze nei processi cognitivi. Questo concetto è, al giorno d'oggi, uno dei pilastri della psicologia cognitiva.

## Opera
È considerato, con von Graefe e von Helmholtz, uno dei fondatori dell'oftalmologia moderna.
Fra l'altro, Donders ebbe il grande merito di riuscire ad esprimere con una chiarezza ed una precisione senza confronti, le leggi che governano la rifrazione e l'accomodazione dell'occhio e di applicarle alle necessità della pratica clinica. Fu solo dopo la pubblicazione dei suoi lavori che furono rese chiare le idee al riguardo della miopia, dell'ipermetropia, dell'astigmatismo e della presbiopia e di come correggere queste anomalie secondo un criterio razionale. 
Nel 1858 Donders pubblicò un lavoro sulla prescrizione e l'uso degli occhiali, nel 1860 il saggio Ametropia and its Results, nel 1862 una monografia sull'astigmatismo e le lenti cilindriche, e finalmente nel 1864, il suo classico On the Anomalies of Accomodation and Refraction of the Eye, commissionato e pubblicato dalla New Sydenhan Society di Londra.
Prima di Donders i medici, compresi gli oculisti, attribuivano agli errori rifrattivi uno scarso significato e generalmente erano prescritte solo correzioni sferiche fornite dai venditori d'occhiali e, il più delle volte, scelte dal paziente stesso. In molti trattati di oftalmologia gli errori rifrattivi erano ignorati. Inoltre durante la prima metà del XIX secolo non pochi oculisti scoraggiavano l'uso degli occhiali, ritenendo che fossero dannosi e che potessero aggravare i difetti visivi.
Nel 1856 von Helmholtz pubblicò la prima edizione del suo trattato di Ottica Fisiologica. Donders sviluppò gli aspetti clinici dell'argomento e tolse la refrazione e la prescrizione degli occhiali dalle condizioni di pregiudizio in cui si trovavano, ponendole in un contesto scientifico. Senza dubbio spetta a lui il merito di aver fondato la scienza e l'arte della "misurazione della vista".
Autodefinendosi un "non matematico", Donders scrisse in un linguaggio estremamente chiaro e semplice, cosicché il suo libro divenne subito popolare. On the Anomalies of Accomodation and Refraction of the Eye fu inizialmente pubblicato in inglese e successivamente tradotto in francese, tedesco e italiano. È singolare notare che fu pubblicata un'edizione in olandese, la lingua madre di Donders, solo in seguito, nel 1869, lo stesso Donders curò un sommario della sua opera per i lettori del suo paese.
Oltre all'importanza storica che riveste, l'opera di Donders risulta tutt'oggi, per molti versi, di una straordinaria attualità.